# شن‌های زمان
شن‌های زمان (به انگلیسی: The Sands of Time) نام رمانی است که توسط سیدنی شلدون نوشته شده است.